# Hapcheon
Der Landkreis Hapcheon (kor.: 고성군, Hapcheon-gun) befindet sich in der Provinz Gyeongsangnam-do. Der Verwaltungssitz befindet sich in der Stadt Hapcheon-eup. Der Landkreis hatte eine Fläche von 984 km² und eine Bevölkerung von 45.799 Einwohnern im Jahr 2019.
In Hapcheon befindet sich der bekannte Tempel Haeinsa. 1995 wurde er von der UNESCO als Weltkulturerbestätte in das UNESCO-Welterbe aufgenommen.
Zu den berühmten Personen, die in dem Landkreis geboren wurden, gehört der ehemalige südkoreanische Präsident Chun Doo-hwan.

Lage des Landkreises in Südkorea